# 갓폴
《갓폴》(Godfall)은 카운터플레이 게임스가 개발하고 기어박스 퍼블리싱이 배급한 액션 롤플레잉 게임이다. 2020년 11월 12일 마이크로소프트 윈도우 및 플레이스테이션 5로 처음 출시됐으며, 이후 전세대 기종 플레이스테이션 4으로 2021년 8월 10일 출시됐다.

## 반응

### 평가
《갓폴》은 리뷰 애그리게이터 웹사이트 메타크리틱에서 100점 만점에 윈도우판이 59점, 플레이스테이션 5판이 61점을 기록해 "복합적 및 평균적인 반응"을 얻었다.

### 판매
《갓폴》은 일본서 발매 첫 주에 실물 패키지가 5,342장이 판매돼 전국에서 그 주에 21번째로 가장 많이 팔린 상업 게임이 됐다.